# جمهورية منغوليا الشعبية الداخلية
كانت جمهورية منغوليا الشعبية الداخلية دولة في منغوليا الداخلية تأسست بعد فترة وجيزة من الحرب العالمية الثانية. لقد كانت موجودة من 9 سبتمبر 1945 حتى 6 نوفمبر 1945.

## التاريخ
خلال الحرب اليابانية الصينية الثانية، أسس اليابانيون دولة دمية في منغوليا الداخلية تسمى مينتشيانغ. تم حل مينتشيانغ بسبب غزو القوات السوفيتية والمنغولية في أغسطس 1945. وفي 9 سبتمبر 1945، عُقد مؤتمر «نواب الشعب» في ما يعرف الآن باسم Sonid Right Banner. حضر المؤتمر ممثلون، 80 منهم، من مناطق تشاهار وشيلينجول وسيزيوانج. أعلن المؤتمر جمهورية منغوليا الشعبية الداخلية، وتم انتخاب حكومة مؤقتة مكونة من 27 عضوًا، من بينهم 11 في اللجنة الدائمة.
لاحظ الحزب الشيوعي الصيني الحكومة خوفًا من الانفصال. أرسل الحزب Ulanhu للسيطرة على الوضع، وأمر بحل الحكومة المنغولية الداخلية. تم تنظيم المنطقة لاحقًا كمنطقة منغوليا الداخلية ذاتية الحكم.

## روابط خارجية
- تاريخ الحكومة المؤقتة لجمهورية منغوليا الشعبية الداخلية نسخة محفوظة 2 فبراير 2014 على موقع واي باك مشين. باللغة الصينية
- 锡 察 地区 的 民族自治 运动 باللغة الصينية